# الأبرشانة

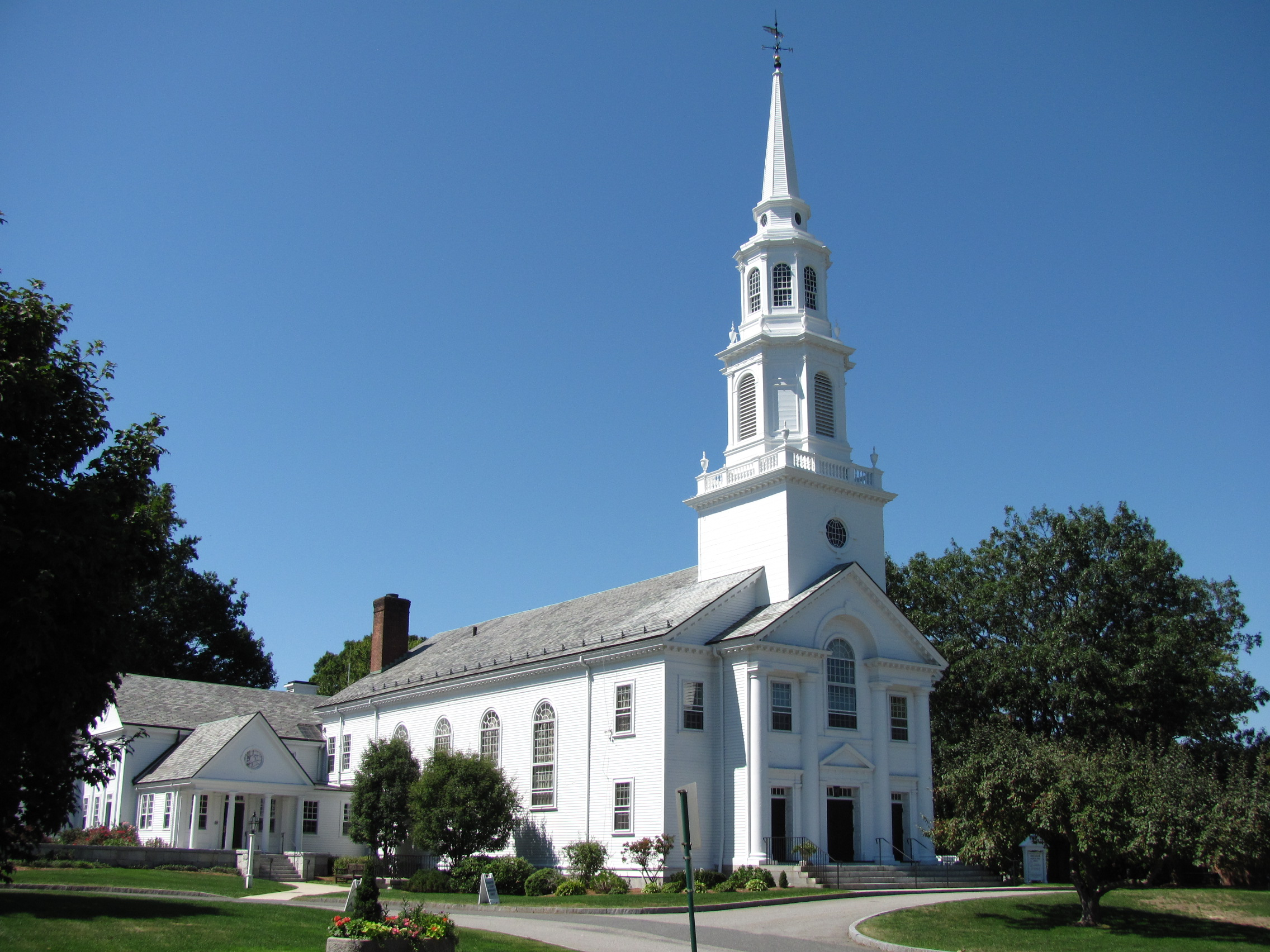

الأبرشانة (congregationalism) هو نوع من تنظيم كنسي تتمتع فيه كل أبريشة باستقلال ذاتي، وقد تبنى البروتستانت هذا الشكل الإداري للكنيسة، ويطلق عليهم اسم «الطائفيون» حيث جعلوا كل جماعة مصلين يديرون شؤونهم بأنفسهم.و أول طائفة منهم بروانستس نسبة إلي روبرت براون الذي عرَف مبدأ جماعة المصلين (الطائفة) عام 1580 م.
وفي القرن السابع عشر، عرفوا باسم «المستقلون» مثل القائد البروتستانتي (التطهيري) كروم ويل.و العديد من أتباعه.وفي عام 1662م طرد مئات القساوسة من كنائسهم، وأسسوا طوائف وجماعات منفصلة واتحدت الكنيسة الطائفية (congregational church) في إنجلترة، وويلز، وكنيسة الشيوخ (Presbyterian church) في إنجلترة عام 1972م وهذه الكنيسة الإصلاحية المتحدة عام 1972م لتشكلا الكنيسة الإصلاحية المتحدة (united reformed church).وهده الكنيسة مثل الكنيسة الإصلاحية المتحدة في اسكتلندا -لا سلطة لها على الكنائس مماثلة في كندا مثل كنيسة كندا المتحدة عام 1952م وفي الولايات المتحدة الأمريكية كنيسة المسيح المتحدة عام1957م. استأنف العمل بالتدريس بعد سنة، ثم دعي للمثول أمام القضاء بسبب بدعه. وأصبح راهبا في نوجنت ثم رئيس دير للرهبان في بريتانيا (Bretagne).